# Diastole (hart)

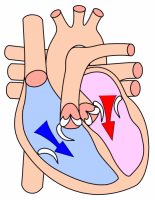
Diastole

Diastole ([di'astolə]) is de fase waarin het hart zich ontspant en weer volstroomt met bloed. Deze fase duurt in rust 0,4 seconden.

## Beschrijving
Tijdens de diastole is het myocard ontspannen en zijn celmembraan elektrisch geladen (gepolariseerd). De aortaklep en de pulmonalisklep zijn gesloten en de atrioventriculaire kleppen, de kleppen tussen de boezems en de kamers (links de mitralisklep en rechts de tricuspidalisklep), staan open. De diastole is de periode tussen de tweede en de eerste harttoon, dus tussen de T-top en het QRS-complex op het ECG.
Tijdens de diastole vullen de ventrikels zich met bloed; de laatste 0,2 seconden trekken de boezem zich samen, en persen hun inhoud de kamers in. De elektrische prikkel die de boezems tot samentrekken bewegen, zet even later de contractie van de kamers in gang, waarmee de systole begint en de diastole eindigt.

## Belang van de diastole

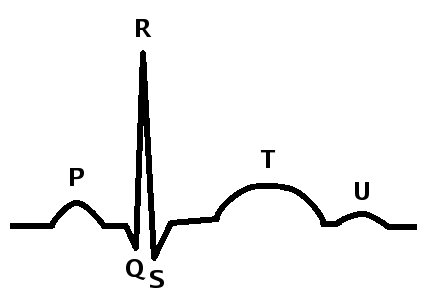
ECG-registratie van één hartslag; de diastole begint na de T-top en eindigt met het begin van het QRS-complex. Tijdens de P-top trekken de boezems samen

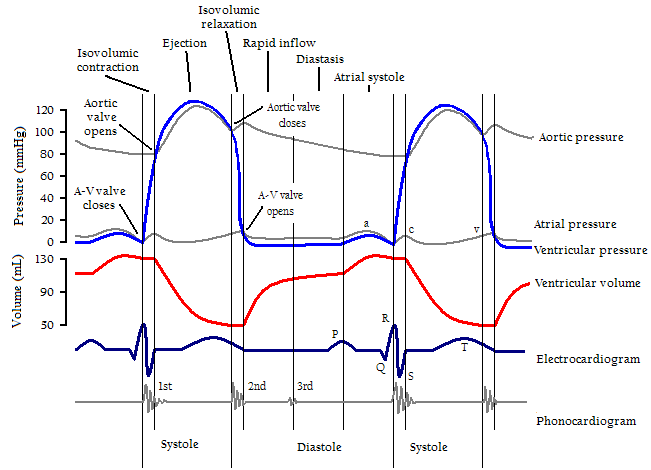
Hartcyclus

Hoewel de meeste aandacht in de cardiologie traditioneel naar de samentrekkingsfase (systole) uitgegaan is, kunnen er ook bij de diastole stoornissen optreden die een pathologische betekenis hebben. Met name bij zeer zwaar belaste harten wordt de spierwand aanvankelijk erg dik en sterk waardoor een soepele ontspanning en een goede vulling in de diastolische fase weleens wordt belemmerd; dit is diastolische disfunctie. Het treedt weleens op bij extreme duursporters, maar ook bij langdurige ernstige hoge bloeddruk of bij sommige aangeboren hartafwijkingen of hartklepafwijkingen.